# Liste der Naturdenkmäler in Hof
Die Liste der Naturdenkmäler in Hof enthält aktuell zwei Naturdenkmäler im Stadtgebiet Hof.

## Liste der Naturdenkmäler im Stadtgebiet Hof
| Name                                    | Bild | Kennung | Einzelheiten | Position | Fläche Hektar | Datum        |
| --------------------------------------- | ---- | ------- | --- | -------- | ------------- | ------------ |
| Baumbestand Eppenreuth Nr. 11           | BW   | 01      | Stadt Hof, Eppenreuth 11 Baumbestand samt Eppenreuther Linde, der einstige Vierseithof Eppenreuth 11 wurde abgerissen und durch Neubauten (Eppenreuth 43) ersetzt. | ⊙        |               | 7. Jan. 1991 |
| Diabasfelsen Unterkotzauer Regnitzleite | BW   | 02      | Stadt Hof zwischen Hof und Zedtwitz | ⊙        | 0,922         | 5. Okt. 1983 |
| Legende für Naturdenkmal                |      |         | |          |               |              |